# المزينة
المزينة بلدة ومصيف تقع في منطقة وادي النصارى، تتبع إداريًّا لناحية الحواش في منطقة تلكلخ بمحافظة حمص. تمتاز بموقعها وسط الجبال وتحوي «سد المزينة» الذي يروي الأراضي الزراعية المجاورة، كما تعتبر مركزًا للعديد من المؤسسات التعليمية والثقافية التي ساهمت بوفود أعداد كبيرة من السكان إليها، مثل «جامعة الحواش الخاصة». وتوجد فيها كنيسة أثرية تدعى «كنيسة الشحارة».

## الموقع الجغرافي والسياحي
تقع قرية المزينّة على سفح جبل في نهاية الجبال السّاحليّة السّورية الغربيّة في منطقة تلكلخ وإلى الشّمال الغربيّ من مدينة حمص بحوالي 55 كم، وإلى الشرق من قلعة الحصن الأثرية ودير القدّيس جاورجيوس. كما تطل على سهل البقيعة الخصيب. وتقترب من وادي نهر راويل الذي يعود اسمه إلى وادي (خيمارو) في العهد اليونانيّ. وتنتشر أبنيتها الآن على ثلاث تلال صغيرة وتمتدّ نحو السّهل جنوبًا وغربًا.
ترتفع المزينة عن سطح البحر حوالي 450 م وبهذا تعتبر من القرى التي تمتاز بطقس معتدل شتاء وبارد صيفًا ففيها موسم سياحي بامتياز.
المزينة بلدة ومنتجع سياحي بأمتياز وإذا قصدها السياح والزائرون الآن يرونها بمنتزهاتها وبمقاصفها وحدائقها ومسابحها تفتح ذراعيها المخضرّين جنوبا ًلسهل البقيعة الممرع الخصيب مرحّبةً بقاصديها الكرام ومطلّة ًعلى جبال عكّار الشّامخة. ويحصرها من الشّرق والغرب وأديان مسيلان مائيّان يشكلان عند التقائهما رافدًا للنّهر الكبير الجنوبيّ، وهما نهر راويل ونّهر المزينة فيبرزانها كجزيرة عائمة وسط الخضرة وُلجَين وروعة الماء.
وتهبّ من الهضاب الشماليّة نسمات عذبة الهواء تشرح الصّدور في أيام الصيف.وحديثًا أقيم على واديها الشّرقيّ سدّ جميل يدعى سدِّ المزينة يشكّل بحيرة رائعَة تروي بمياهها العذبة سهل البقيعة والأراضي المجاورة له. وقد ُشيِّد فوق محيط البحيرة على طريقٍ معبّد بعضُ المنتزّهات والمطاعم الفاخرة التّي تغنيكَ عن أجمل المصايف هذا على الصعيد السياحي.
كثيرة هي المعالم التي تستحق الزيارة مثل الطبيعة الساحرة والغابات وقلعة كنعان والسد والبحيرة بمنتزهاتها والكنيسة التاريخية.

## حارات المزينة
- الحارة الشمالية (الظهر)
- الحارة الغربية (الجلحة)
- الحارة الشرقية (الجحجاح)
- حارة شرقي النهر
- الحارة القبلية (حارة الكنيسة)
- حارة الطريق الجديد
- حارة الدردار
- القرية القديمة التي تتألف من ثلاثة أقسام: شرقي وغربي ووسطي

## سد المزينة

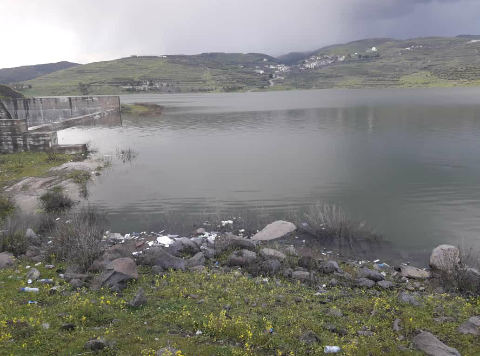
للسد أهمية سياحية كبيرة في محافظة حمص

يعد سد المزينة مصدرا مائيا مهما لأهالي المنطقة والمناطق المجاورة. تتم تعبئة السد عن طريق قناة جر من تحويلة على نهر راويل بغزارة 5 امتار مكعبة بالثانية وهو سد ركامي تم إنجازه عام 2003 ويبلغ طوله 696 مترا وارتفاعه 58 مترا أما حجم التخزين الأعظمي للسد فهو 19 مليونا و 200 ألف متر مكعب. مساحة سطح بحيرة السد تبلغ 93 هكتارا ويروي 4 آلاف هكتار في سهل البقيعة بشبكة ري أنبوبية مضغوطة.

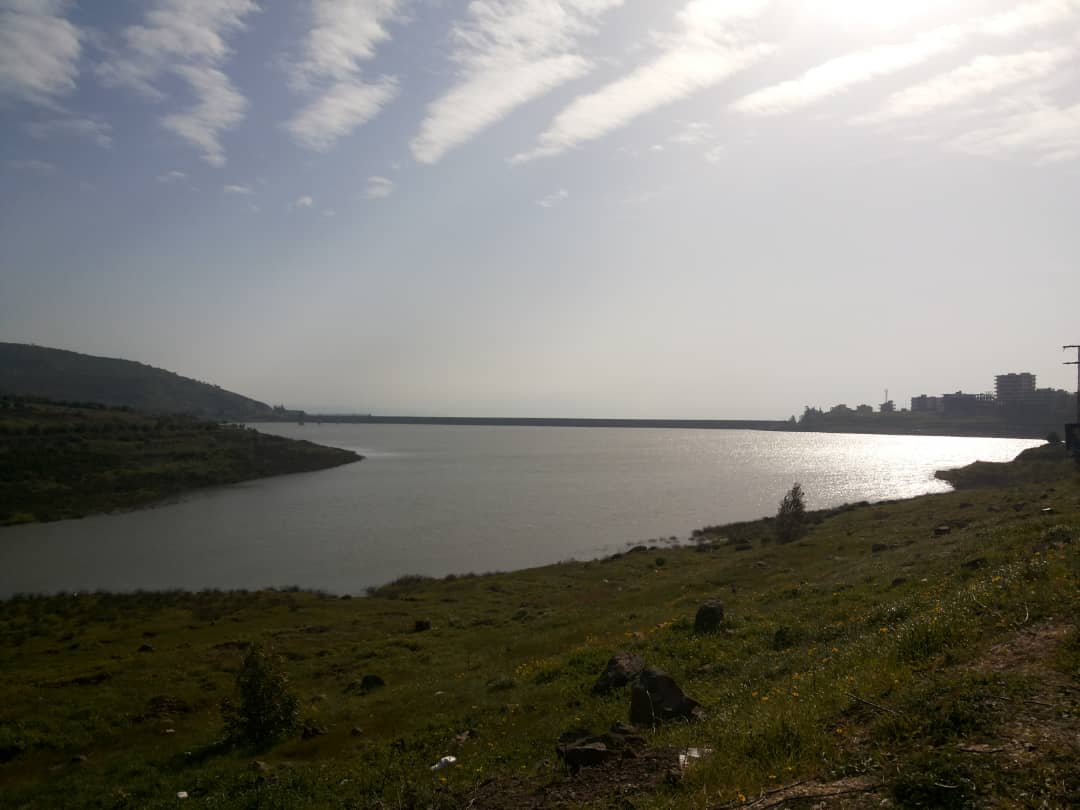
«سد المزينة» أحد أهم المشاريع المائية في المنطقة

## التعليم
تحوي البلدة مدرستان حكوميتان ابتدائية وثانوية، وفيها مدرسة خاصة تدعى «مدرسة المزينة الخاصة».
إضافة إلى وجود «جامعة الحواش الخاصة» على أراضيها.
بلدة المزينّة رائدة في التعلم في منطقة وادي النصارى خاصّةً، وسورية عامّةًً فمنذ عهد الانتداب الفرنسيّ في الثلاثينيّات من القرن الماضي أنشأ فيها «الأرشمندريت كيرلـُّس بنّا»(المتعمّق في العلوم الدّينية والدّنيويّة والثّقافة الفرنسيّة) مدرسةً عريقة في العلوم كافةً والمعرفة الأدبيّة واللاهوتيّة. وبعد الجلاء وتحديدًا عام1950 تأسّست فيها «المتوسّطة الحصنيّة الخاصّة» التي تطوّرت إلى ثانويّة. وفي عام 1962 تأسّست فيها إعدادّية رسميّة تطوّرت إلى ثانوية رسميّة وحديثاً شيد فيها مدرسة ابتدائية-ثانوية خاصة.
كما أن المزينة متفوّقة بمثقفيها وعدد الإجازات التي تفوق 1500 إجازة من الجامعات السورية أو الأجنبية وفنّانيها الّذين ينتشرون في شتىّ أنحاء القطر وخارجه، وفي أوروبّا والمهاجرين الشّماليّ والجنوبيّ ومنهم الأدباء وأساتذة الجامعات، والمختصّون بالبحوث العلميّة، والأطبّاء، والصّيادلة، والمهندسون، والقضاة، والمحامون، والضبّاط في الجيش السّوري ومئات الموظَّفين في دوائر الدّولة.

## الهجرة
الكثير من أبناء المزينة في المهجر في والدول العربية مثل الإمارات العربية المتحدة ودول الخليج العربي ودول اجنبية كأستراليا وأمريكا وأوروبا.
يعود قسم كبير من المغتربين بالصيف إلى المزينة وتكثر الحفلات الفنية وتزدهر السياحة ويزداد عدد الزائرين من سياح باحثين عن الطبيعة الجميلة ومغتربين حيث تقام الحفلات في المطاعم والمنتزهات.

## الكنائس
في المزينّة كنيسة تاريخية قديمة هي كنيسة سيّدة البشارة (الشّحّارة) العجائبية المقدسة نسبة إلى السيدة مريم العذراء، وسّميت (الشّحّارة) نسبةَ إلى قرية قديمة اسمها الشّحّارة تقع الكنيسة القديمة في وسطها (وهذا ما تؤكده الكتابة الموجودة على اللوحة الصينية الفضية العائدة لعام 1814) وهي قريبة من المزينّة التّي بنيت على الهضبة. وقد اندثرت هذه القرية ولم يبق من آثارها سوى هذه الكنيسة، وطاحون الشحارة، وبعض آثار البيوت والمقابر المتعددة حول القرية المندثرة. تعتبر الكنيسة مقصداً لأبناء القرية في المهجر وللمسيحيين السوريين عموماً بحكم أهميتها التاريخية. لا توجد أي أدلة على تاريخ بناء الكنيسة، لكنها تعود إلى أكثر من ألف عام تقريباً.
تحتفل الكنيسة بعيد البشارة في 25 آذار، وعيد رقاد السّيدة العذراء في 15 آب. تحوي هذه الكنيسة المبنيّة من حجارة المنطقة البازلتّية السّوداء على بعض الأواني المقّدسة التي ترجع إلى عام 1814، وبعض الأيقونات التي ترجع إلى عام1861، وأمّا بقايا الأيقونسطاس الخشبيّ المحفور قديمًا فهو يعود إلى عام 1889م. وتحوي الكنيسة اليوم جرن معمودية ومائدة مقدسة وأيقونسطاس من الحجر البازلتي المحفور بطريقة مزخرفة تحاكي النمط المتبع في بناء الكنائس التاريخية في سوريا.

## وصلات خارجية
```
موقع المزينة الرسمي
```